# Wysokiniczi
Wysokiniczi (ros. Высокиничи) – wieś (sieło) w Rosji, w obwodzie kałuskim, w rejonie żukowskim. W 2021 liczyła 1936 mieszkańców.